# Teresa (dramat)
Teresa (fr. Teresa) – dramat Alexandre’a Dumasa (ojca) z 1832 roku, stanowiący połączenie opery komicznej i melodramatu.

## Historia powstania utworu
Zachęcony powodzeniem Ryszarda Darlingtona, do którego nie odważył się przyznać publicznie, Dumas postanowił znów zaryzykować i tym razem stworzyć rodzaj opery komicznej i melodramatu. Temat sztuki podsunął mu Anicet Bourgeois, z którym zapoznał go Bocage. Wysłuchawszy fabuły Bourgeois, Dumas zabrał się energicznie do pracy. W trzy tygodnie utwór był gotowy. Po ponownym przeczytaniu rękopisu, pisarz stwierdził z żalem, że niepotrzebnie zmarnował czasː Uważam, że jest to jeden z moich najgorszych dramatów. Mimo to, postanowił go jednak wystawić i to pod własnym nazwiskiem.

## Osoby
| Osoba            | Jej rola w dramacie | Aktor premierowy   |
| ---------------- | ------------------- | ------------------ |
| Baron Delaunay   |                     | Bocage             |
| Teresa           | żona barona         | pani Moreau-Sainti |
| Artur de Savigny | narzeczony Amelii   | Adolphe Leferriére |
| Amélie Delaunay  | córka barona        | Ida Ferrier        |
| Dulau            | przyjaciel barona   | A. Thénard         |
| Paolo            | służący Teresy      | Feréol             |
| Laura de Souza   |                     | pani Bultel        |

## Treść

### Akt I Amelia Delaunay
Amelia prosi swego narzeczonego, by opowiedział o swej podróży do Włoch, którą odbył w 1829 roku. Artur opowiada o swej wizycie w Wenecji i Neapolu, o wybuchu Wezuwiusza i pomocy, której udzielił przepięknej kobiecie, wyprowadzając ją z zagrożonej części miasta, a potem wypływając z nią barką na morze. Do Paryża powraca z Neapolu ojciec Amelii, baron Delaunay, mimo swych pięćdziesięciu dziewięciu lat, w bardzo dobrym zdrowiu i humorze. Zapowiada wieczorem bal, na który została zaproszona tajemnicza nieznajoma. Zjawia się jej służący Paolo, w którym Artur rozpoznaje sternika barki z Neapolu. Gdy goście są już w komplecie, baron przedstawia zebranym swą nową żonę, Teresę. Artur z konsternacją odkrywa w niej piękną nieznajomą z Neapolu.

### Akt II Paolo
Baron Delaunay pragnie, by jego córka zaprzyjaźniła się z jego nową żoną. Artur chce nazajutrz wyjechać, żeby uwolnić się z fałszywej sytuacji, starania się o rękę Amelii, gdy kocha Teresę, prosi więc Teresę o spotkanie przed wyjazdem. Teresa unika Amelii, uważając ją za konkurentkę, kiedy jednak okazuje się, że jest gotowa wyjść za Artura, żeby zrobić uprzejmość papie, zmienia front. Upewniwszy się, że Artur nadal ją kocha, namawia go, by poślubił Amelię. Młodzieniec opiera się tej propozycji, nie chce jednak utracić, dopiero co odnalezionej ukochanej Teresy.

### Akt III Artur de Savigny
Po ślubie Artura z Amelią baron, widząc smutek swojej żony, postanawia wyjechać z nią do Neapolu. Teresa skłonna jest wyjechać jak najprędzej, nie potrafi żyć rozdarta między miłością a zazdrością. Amelia zwierza się je, że od czasu ślubu kocha Artura coraz bardziej, martwi się jedynie, że Artur, pewnie wskutek jej wcześniejsze oziębłości, nie jest dla niej tak czuły jak dawniej. Artur jest załamany informacją o odjeździe Teresy, o czym dowiaduje się od barona. Wyrzuca kochance, że jej pomysł na wspólne życie wcale nie przyniósł im spodziewanego szczęścia. Teresa przyznaje, że i ona cierpi, kochając go i nie mogąc go mieć wyłącznie dla siebie. Paolo, czuwając w salonie, naprzeciw drzwi Teresy, bawi się sztyletem i rozmyśla o dniu spotkania z Teresą na barce i o Arturze, który skradł mu jej miłość. Artur wślizguje się w ciemności do pokoju Teresy, która zostawiłą dla niego drzwi otwarte.

### Akt IV Baron Delaunay
Barona od trzech miesięcy zatrzymują sprawy majątkowe w Owernii. Artur załatwia sobie, przy pomocy barona Sorbina, pracę na placówce dyplomatycznej w Petersburgu. Nie może znieść obecnego życia. Chce potajemnie opuścić Teresę. Teresa szykuje bal z okazji urodzin Amelii. Cieszy się na wspólne tańce. Artur prosi ją, by się zastanowiła nad powrotem barona. Teresa woli jednak żyć chwilą, przyszłość nie zwiastuje jej szczęścia. Kurier zawiadamia o powrocie barona. Teresa uznaje, że jej szczęście się skończyło i proponuje Arturowi wspólne samobójstwo. Artur uważa taki krok za okrucieństwo względem barona. Baron dostrzega smutek córki. Amelia wyznaje Arturowi, że czuje się przez niego niekochana, oskarża o to siebie, prosi więc tylko Artura, by przed ojcem był względem niej miły. W rozmowie z Laurą Amelia zwierza się przyjaciółce, że Artur ukrywa w biurku plik listów, być może od innej kobiety. Za radą Laury udaje się do schowka, kiedy jednak wraca, zamiast Laury zastaje ojca. Baron odbiera listy z rąk córki, która prosi go, by ją powiadomił o wyniku lektury. Wstrząśnięty Delaunay odkrywa, że list do Artura pisała jego żona. W obecności nadchodzących gości obraża Artura i wyzywa na pojedynek. Tymczasem Amelia, biorąc jego milczenie za dobry znak, powiadamia go, że został dziadkiem.

### Akt V Teresa
Baron przywołuje Artura. Wręcza mu przeprosiny na piśmie i nakazuje natychmiast wyjechać z Amelią do Petersburga i nie wracać do Paryża do jego śmierci. Obiecuje mu przebaczyć jeśli uczyni Amelię szczęśliwą. Artur chce pomóc Teresie, ta jednak nakazuje mu natychmiast wyjechać. Sama prosi Paola o truciznę, którą zabrał z Neapolu. Amelia prosi ją, by zaopiekowała się jej ojcem, który zostanie sam. Amelia i Artur odjeżdżają. Baron zawiadamia Teresę, że wyjeżdża do Owernii i zostawia pałac w Paryżu do jej wyłącznej dyspozycji. Teresa prosi jednak tylko o jego błogosławieństwo. Umiera. Baron ma nadzieję, że Bóg jej wybaczy, tak jak on jej wybaczył.

## Premiera
Dzięki staraniom Bocage'a sztuk została umieszczona w repertuarze teatru Varieté. Ponieważ jednak teatr był na skraju bankructwa, musiał się zadowolić sceną Ventadour, niedawno przydzieloną teatrowi Opéra-Comique. Premiera miała miejsce 6 lutego 1832 roku. W obsadzie pojawiła się Ida Ferrier, odkryta przez Bocage'a, dwudziestoletnia aktorka, która zagrała rolę Amelii, według Dumasa obdarzona prawdziwym, pełnym wdzięku, nadzwyczaj szczerym, niespotykanym talentem. Przedstawienie przebiegało pomyślnie. Nawet drażliwa scena czwartego aktu pomiędzy niewierną małżonką a zuchwałym sługą wywołała oklaski. Uradowana sukcesem Ida rzuciła się autorowi na szyję i odpowiedziała pozytywnie na jego propozycję, by została w jego życiu kimś więcej niż tylko aktorką. Pod koniec przedstawienia uwaga publiczności zaczęła słabnąć. Anicet Bourgeois zaproponował dokonanie znaczących skrótów w tekście. Aleksander przystał na propozycje współpracownika. Efekt był taki, że na następnych przedstawieniach dramat wypadał monotonnie i płasko. Po tych zabiegach – zauważył Dumas – sztuka straciła artystyczny ładunek, zrobiła się nużąca, rozwlekła.